# Open de Suède Vargarda 2009
L'Open de Suède Vargarda 2009, quarta edizione della corsa, valevole come ottava gara della Coppa del mondo di ciclismo su strada femminile 2009, è stata disputata il 2 agosto 2009 su un percorso di 132 km ed è stata vinta dalla olandese Marianne Vos, che ha concluso in 3h25'20".
La gara consisteva in un circuito di 11 km nella città di Vårgårda da ripetere dodici volte, per un totale di 132 km.

## Ordine d'arrivo (Top 10)
| Pos. | Corridore         | Squadra        | Tempo    |
| ---- | ----------------- | -------------- | -------- |
| 1    | Marianne Vos      | DSB Bank       | 3h25'20" |
| 2    | Kirsten Wild      | Cervélo        | s.t.     |
| 3    | Emma Johansson    | Red Sun        | s.t.     |
| 4    | Monica Holler     | Bigla          | s.t.     |
| 5    | Andrea Bosman     | Leontien.nl    | s.t.     |
| 6    | Sara Mustonen     | Hitec Products | s.t.     |
| 7    | Trixi Worrack     | Nürnberger     | s.t.     |
| 8    | Susanne Ljungskog | Flexpoint      | s.t.     |
| 9    | Martine Bras      | Selle Italia   | s.t.     |
| 10   | Noemi Cantele     | Bigla          | s.t.     |

## Punteggi UCI
| Pos. | Corridore            | Squadra        | Punti |
| ---- | -------------------- | -------------- | ----- |
| 1    | Marianne Vos         | DSB Bank       | 75    |
| 2    | Kirsten Wild         | Cervélo        | 50    |
| 3    | Emma Johansson       | Red Sun        | 35    |
| 4    | Monca Holler         | Bigla          | 30    |
| 5    | Andrea Bosman        | Leontien.nl    | 27    |
| 6    | Sara Mustonen        | Hitec Products | 24    |
| 7    | Trixi Worrack        | Nürnberger     | 21    |
| 8    | Susanne Ljungskog    | Flexpoint      | 18    |
| 9    | Martine Bras         | Selle Italia   | 15    |
| 10   | Noemi Cantele        | Bigla          | 11    |
| 11   | Sarah Düster         | Cervélo        | 10    |
| 12   | Linda Villumsen      | Columbia       | 9     |
| 13   | Mirjam Melchers      | Flexpoint      | 8     |
| 14   | Annemiek Van Vleuten | DSB Bank       | 7     |
| 15   | Adrie Visser         | DSB Bank       | 6     |
| 16   | Nicole Brändli       | BCT            | 5     |
| 17   | Madelene Olsson      | Svezia         | 4     |
| 18   | Loes Gunnewijk       | Flexpoint      | 3     |
| 19   | Irene Van Den Broek  | Leontien.nl    | 2     |
| 20   | Kristin Armstrong    | Cervélo        | 1     |

| Pos. | Squadra                        | Punti |
| ---- | ------------------------------ | ----- |
| 1    | Team DSB Bank                  | 88    |
| 2    | Cervélo TestTeam Women         | 61    |
| 3    | Bigla Cycling Team             | 46    |
| 4    | Red Sun Cycling Team           | 35    |
| 5    | Leontien.nl                    | 29    |
| 6    | Team Flexpoint                 | 29    |
| 7    | Team Hitec Products-UCK        | 24    |
| 8    | Equipe Nürnberger Versicherung | 21    |
| 9    | Selle Italia-Ghezzi            | 15    |
| 9    | Team Columbia Women            | 9     |
| 10   | Svezia                         | 4     |